# Нахарар
Нахара́р (вірм. նախարար, дос. «первісний», «первородний») — вірменський шляхетний титул.

## Історія
1. Глава спадкової придворної служби-нахарарства при царському дворі у Вірменії чи королівському дворі в Кілікійській Вірменії. Почесна посада нахарара була прерогативою найбільш впливових великокняжих родів і передавалась у спадщину від батька старшому синові.
2. З часом під нахарарами почали розуміти загалом представників вищої аристократії стародавньої Вірменії, глав аристократичних родів. В такому сенсі це звання стало аналогом мецамеца, ішхана, патріка, архонта й меліка.
3. Представники крупних княжих родів і спадкові правителі гаварів у Великій Вірменії[1], дворянин — начальник області.

Найчастіше нахарар втілював усі три вищезазначені значення цього слова.

## Сучасність
Нині термін «нахарар» вживається у відношенні до міністрів, тобто міністр у Вірменії йменується нахараром, так само як і міністерство — нахарарством (вірм. նախարարություն [нахарарутюн]).